# Classe Victoria Louise
La classe Victoria Louise fut la dernière classe de croiseur protégé construite par la marine impériale allemande.

Elle suivit la construction du croiseur unique SMS Kaiserin Augusta de 1892.

## Conception
Ils ont été conçus pour servir en outre-mer. Ils ne possédaient que deux canons de gros calibre de 210 mm sur deux tourelles à l'avant et à l'arrière. Les autres canons de calibre moyen (150 mm) étaient répartis sur les flancs dans des casemates.

Cette classe de croiseurs fut démantelée entre 1920 et 1923.

## Histoire
Ils ont commencé leur carrière comme navires de défense côtière. Entre 1905 et 1910, ils subirent tous une refonte pour changement des chaudières et suppression d'une cheminée par rapport aux trois d'origine. Trois canons de 8,8 cm SK L/35 leur sont aussi rajoutés.

Puis ils furent transformés en navires-caserne au début de la Première Guerre mondiale en novembre 1914.

Le Freya devint, dès 1915, un navire-école et servit dans cet état jusqu'à la fin de la guerre.

## Les unités de la classe
| Nom                 | Lancement       | Service effectif  | Chantier naval                          | Fin de carrière           | Photo |
| ------------------- | --------------- | ----------------- | --------------------------------------- | ------------------------- | ----- |
| SMS Victoria Louise | 29 mars 1897    | 20 février 1899   | AG Weser de Brême Allemagne             | démoli en 1923 à Dantzig  |       |
| SMS Hertha          | 14 avril 1897   | 23 juillet 1898   | AG Vulcan Stettin-Stettin Prusse        | démoli en 1920 à Audorf   |       |
| SMS Freya           | 27 avril 1897   | 20 octobre 1898   | Kaiserliche Werft Dantzig Prusse        | démoli en 1921 à Hambourg |       |
| SMS Vineta          | 9 décembre 1897 | 13 septembre 1899 | Kaiserliche Werft Danzig Dantzig Prusse | démoli en 1920 à Hambourg |       |
| SMS Hansa           | 12 mars 1898    | 20 avril 1899     | AG Vulcan Stettin-Stettin Prusse        | démoli en 1920 à Audorf   |       |